# Miguel de Arêa Leão
Miguel de Arêa Leão ou apenas Miguel Leão, foi um empresário e político brasileiro, outrora deputado estadual pelo Piauí.

## Dados biográficos
Filho de Cincinato de Arêa Leão e Justina Rosa de Araújo. Na década de 1930 estabeleceu-se como pecuarista no povoado Estrela e a partir de então iniciou sua atividade empresarial ao fabricar aguardente e rapadura e beneficiar produtos vegetais como algodão e madeira. Eleito deputado estadual pelo PSD em 1947, decaiu para a segunda suplência em 1950 Foi homenageado com a criação do município de Miguel Leão por força da Lei Estadual n.º 2.552 de 9 de dezembro de 1963, sancionada  pelo governador Petrônio Portela.
Irmão de José de Arêa Leão (Zezé Leão), controversa e temida figura do Médio Parnaíba Piauiense na primeira metade do Século XX.